# Sammlung aus Städtereinigung und Entsorgung

SASE-Dauerausstellung Halle 1

Die Sammlung aus Städtereinigung und Entsorgung (SASE) ist eine Studiensammlung der Entsorgungswirtschaft. Sie wurde 1997 aus der Branche der Städtereiniger und Kommunaltechnik-Hersteller als gemeinnützige GmbH (gGmbH) gegründet. Seit 2003 hat die SASE ihren Standort in der Max-Planck-Straße in Iserlohn.
Hauptaufgabe der SASE ist das Sammeln, Sichten, Auswerten und Sichern von archivischem Material aus den Themenbereichen Städtereinigungstechnik und Entsorgungswirtschaft. Darüber hinaus präsentiert die SASE die Geschichte der Abfallsammlung in Form einer Dauerausstellung auf über 3500 m² Fläche. In einer weiteren Ausstellung erfährt der Besucher Details über den Zusammenhang von Kreislaufwirtschaft und Klimaschutz. Ergänzt werden die Ausstellungen durch ein umweltpädagogisches Programm für Kinder und Jugendliche. Dazu gehört auch der seit 2017 jährlich stattfindende „KinderKlimaTag“.
Als weltweit erste Einrichtung dieser Art wendet sich die SASE sowohl an eine breite Öffentlichkeit als auch an das Fachpublikum. Sie macht das Wissen der Entsorgungswirtschaft allgemein nutzbar und bildet eine Plattform für Begegnungen zwischen Entsorgungsspezialisten, öffentlicher Verwaltung und Politik. Die SASE ist damit einerseits eine private Bildungseinrichtung und andererseits ein Instrument der Öffentlichkeitsarbeit der Entsorgungswirtschaft.
Mit dem Abschluss der Aufbauphase wurde Mitte 2003 die Basis für die zukünftige Arbeit geschaffen. Die Ausstellungseinheiten werden seitdem kontinuierlich ausgebaut und an aktuelle Fragestellungen und Themen der Abfallsammlung und Entsorgungswirtschaft angepasst. Vor der COVID-19-Pandemie lag die Besucherzahl bei jährlich rund 6500 Personen.
Die SASE ist 2010 durch das Deutsche Institut für Normung e. V. mit dem DIN-Preis „Nutzen der Normung“ ausgezeichnet worden. Grundlage für die Auszeichnung war ein Beitrag über den Müllgroßbehälter 240, seine historische Entwicklung und wirtschaftliche Bedeutung unter besonderer Berücksichtigung der Normung.

## SASE – Haus der Städtereiniger
Die SASE arbeitet eng zusammen mit anderen wissenschaftlichen Institutionen wie der Fachhochschule Südwestfalen (FHSWF), der Fachhochschule Gelsenkirchen, verschiedenen Ministerien des Landes NRW, dem Bundesverband der Deutschen Entsorgungswirtschaft (BDE), dem Verband Arbeitsgeräte- und Kommunalfahrzeugindustrie (VAK), der Gütegemeinschaft Abfall- und Wertstoffbehälter (GGAWB), dem Normenausschuss Kommunale Technik (NKT). Das Haus der Städtereiniger ist auch der Standort der Deutschen Abfallwirtschaftsbibliothek.

## SASE – Forum der Städtereiniger
Das „Forum der Städtereiniger“ beherbergt als Tagungszentrum SASE Seminarräume sowie einen Vortragssaal. 

## SASE – Dauerausstellung
Die SASE hat sich die Aufgabe gestellt, die Frage nach dem „Warum“ und dem „Wie“ der Städtereinigung zu beantworten, d. h. welche Rahmenbedingungen und Anforderungen zu welchen Lösungen in den Bereichen Abfallsammlung und Abfalltransport, Straßenreinigung und Kanaldienste geführt haben.
Die Darstellung der Technik, der Organisation und die Veränderung der Arbeitsabläufe ist ebenso Ziel wie das Herausarbeiten der komplexen Einflussfaktoren aus Politik, Recht, Gesellschaft und Stadtentwicklung.
Die Exponate – z. B. über 40 Fahrzeuge, Funktionsmodelle, Installationen, Dokumente und Erläuterungen in Bild und Text – bilden einzelne Ausstellungseinheiten und zeigen die Entwicklungslinien der Technik und Rahmenbedingungen von der Mitte des 19. Jahrhunderts bis zur Gegenwart. Die Ausstellung ist selbsterklärend konzipiert. Durch die verschiedenen Vermittlungsebenen – von „Mitmach-Aktionen“ bis zu komplexen Grafiken – können Führungen für Gruppen auf Kenntnisstand, Alter usw. abgestimmt werden.

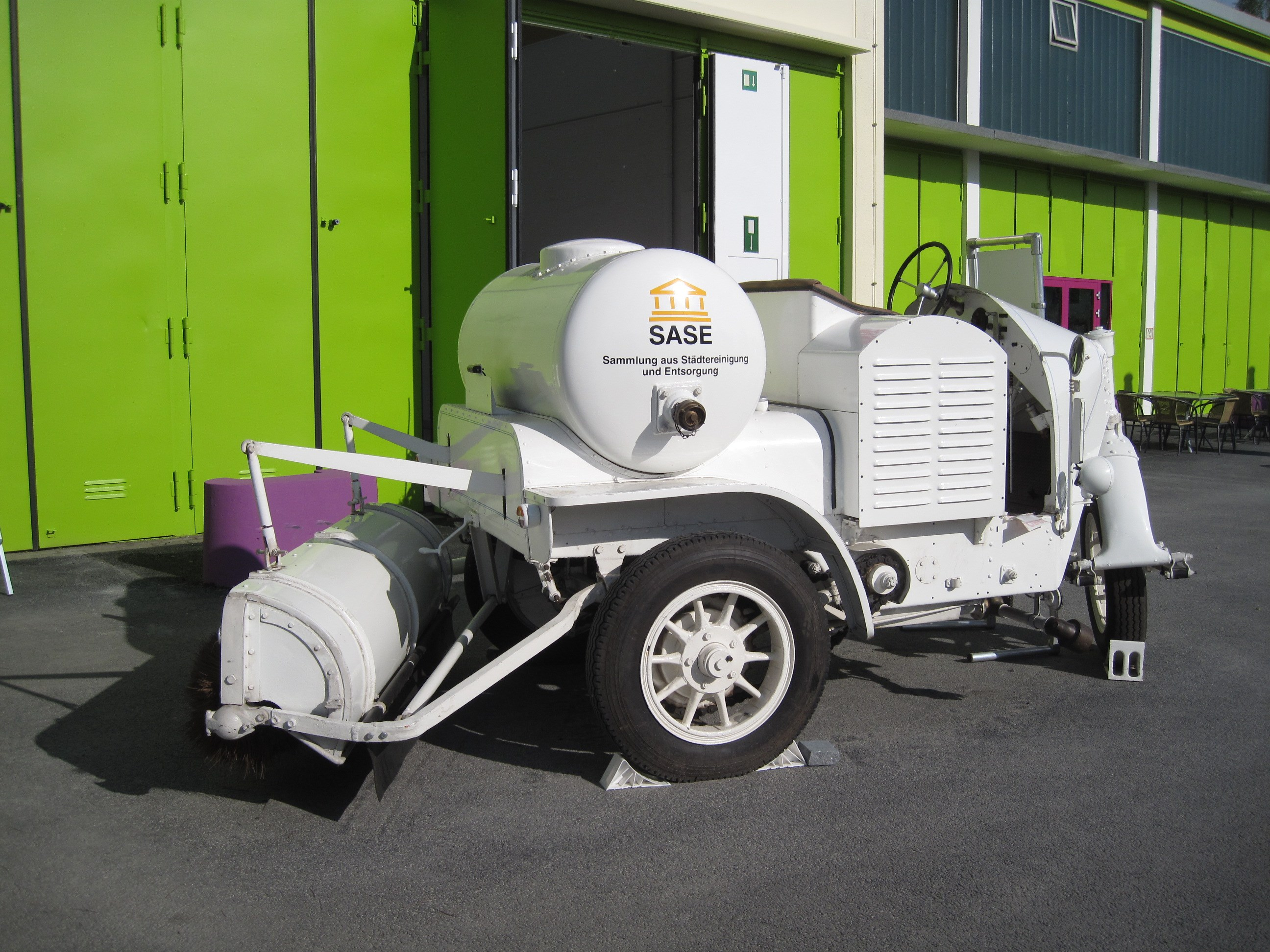
SASE-Exponat Krupp-Kehrmaschine auf der Landesgartenschau Hemer 2010

Die Ausstellung gliedert sich in folgende Einheiten:
- Grundlagen
  - Hygiene, Ästhetik und Wirtschaftlichkeit
  - Stadtentwicklung und Städtereinigung
  - Globalisierung und Urbanisierung
- Stadtentwicklung
  - Geschichte der Stadt und Stadthygiene vom Mittelalter bis zur Gegenwart
- Abfallsammlung und Abfalltransport
  - Von den systemlosen Anfängen bis zum Höhepunkt der System-Ascheabfuhr
  - Der Weg zur Entsorgungswirtschaft und zum Umweltschutz
  - Kreislaufwirtschaft und Entsorgungslogistik
  - Ressourcenmanagement
- Kanaldienste / Nassbereich
  - Vom Schlammabfuhrwagen und Handarbeit zum automatisierten Hochdruckspül- und Saugfahrzeug
- Straßenreinigung
  - Kehren, Sprengen, Waschen, Spülen
  - Winterdienst
- Logistik
  - Gütertransport und Straßenbau
  - Nutzfahrzeugtechnik

Im Jahr 2018 wurde die Ausstellung modernisiert und erweitert. Neben den bisherigen Schwerpunkten stellt die neue Ausstellung den Beitrag der Abfallwirtschaft zum Klimaschutz vor. Zusätzliche Exponate, Modelle und Schautafeln veranschaulichen die Inhalte und Zusammenhänge der Ausstellung. Das von der SASE geführte Branchenarchiv umfasst die Überlieferung des VPS wie auch seines Nachfolgers BDE. Der Fotobestand, der sich unter anderem aus den Beständen der Hersteller FAUN, Haller und Ochsner zusammensetzt, hatte im Jahr 2022 ein Volumen von mehr als 140.000 Fotografien und rund 1000 Filme aus dem Bereich Abfall- und Entsorgungswirtschaft. Digital sind circa 130.000 Fotografien im Zugriff sowie mehrere hundert Filme.